# Makoto Okiguchi
Makoto Okiguchi (沖口誠, Okiguchi Makoto) (né le 22 novembre 1985 à Osaka) est un gymnaste artistique japonais.

## Biographie
Makoto Okiguchi remporte aux Jeux olympiques d'été de 2008 à Pékin la médaille d'argent du concours général par équipe.
Cinquième de l'épreuve de barre fixe, il participe aussi au concours général individuel et au concours du sol, sans dépasser le stade des qualifications.

## Palmarès

### Jeux olympiques
- Pékin 2008
  -  médaille d'argent au concours général par équipes.

### Championnats du monde
- Stuttgart 2007
  -  médaille d'argent au concours général par équipes.
- Tokyo 2011
  -  médaille d'argent au concours général par équipes.
  -  médaille de bronze au saut de cheval.